# Hecullus bracteatus
Hecullus bracteatus är en insektsart som beskrevs av Ball 1901. Hecullus bracteatus ingår i släktet Hecullus och familjen dvärgstritar. Inga underarter finns listade i Catalogue of Life.